# Les Tourrettes
Les Tourrettes é uma comuna francesa na região administrativa de Auvérnia-Ródano-Alpes, no departamento de Drôme. Estende-se por uma área de 7,34 km². Em 2010 a comuna tinha 1 049 habitantes (densidade: 142,9 hab./km²).